# Международный теннисный турнир в Брисбене 2009
Международный теннисный турнир в Брисбене 2009 года — ежегодный профессиональный теннисный турнир в серии ATP 250 для мужчин и международной серии для женщин. Соревнования впервые проводятся на открытых хардовых кортах в Брисбене (Австралия). Турнир прошёл с 4 по 11 января.
Прошлогодние победители:
- в мужском одиночном разряде —  Микаэль Льодра
- в женском одиночном разряде —  Ли На
- в мужском парном разряде —  Мартин Гарсия и  Марсело Мело
- в женском парном разряде —  Динара Сафина и  Агнеш Савай

## Соревнования

### Мужчины одиночки
Радек Штепанек обыграл  Фернандо Вердаско со счётом 3-6, 6-3, 6-4.

### Женщины одиночки
Виктория Азаренко обыграла  Марион Бартоли со счётом 6-3, 6-1.

### Мужчины пары
Марк Жикель /  Жо-Вилфрид Тсонга обыграли  Фернандо Вердаско /  Михаила Зверева со счётом 6-4, 6-3.

### Женщины пары
Анна-Лена Грёнефельд /  Ваня Кинг обыграли  Клаудиу Янс /  Алицию Росольскую со счётом 3-6, 7-5, [10-5].